# Jakub Kolas
Jakub Kolas, također i Jakub Kołas, (bjeloruski: Яку́б Ко́лас), (Akinčyci, Stovbci, Minska oblast, 3. studenog 1882. po st. računanju vremena – 13. kolovoza 1956.), pravog imena Kanstancin Mihajlavič Mickevič (bjeloruski izvornik: Міцке́віч Канстанці́н Міха́йлавіч) je bio bjeloruski pisac, "narodni pjesnik Bjeloruske SSR" (1926.) te član (1928.) i dopredsjednik (od 1929.) Bjeloruske akademije znanosti.
Počeo je pisati na ruskom jeziku, a kasnije i na bjeloruskom.
Pisao je zbirke pjesama, od kojih ističemo:
- Pjesme zatočeništva (ruski: Песни неволи) (1908.)
- Pjesme žalosti (Песьні-жальбы, 1910.),
- Nova zemlja (Новая зямля, 1923.) i
- Symon glazbenik (Сымон-музыка, 1925.),

Pored njih, pisao je i priče i djela za djecu.
Njegova pjesma Ribarova kućica (Рыбакова хата, 1947.) govori o borbi poslije ujedinjenja Bjelorusije u SSSR. 

Njegova trilogija, Na raskrižjima' (ruski: На перепутье) (1954.) govori o predrevolucionarnom životu bjeloruskog seljaštva i demokratske inteligencije. 
Dobitnikom je Državne nagrade SSSR-a (ruski: Госуда́рственная пре́мия СССР) 1946. i 1949.

## Vanjske poveznice
- Djela (na bjeloruskom)
- Životopis (na bjeloruskom)